# Diego Costa
Diego da Silva Costa (Lagarto, Brasil, 7 d'octubre de 1988), és un futbolista brasiler amb nacionalitat espanyola que juga de davanter.

## Trajectòria

### Jugador cedible
Fitxat el 2007 per l'Atlètic de Madrid, va jugar cedit al Celta de Vigo i Albacete Balompié en Segona
Divisió. De nou va ser cedit al Reial Valladolid en la temporada 2009/10 dins de l'operació del fitxatge del porter Sergio Asenjo per l'Atlètic de Madrid.

### Atlético de Madrid
El 17 de novembre el Club Atlètic de Madrid va fer pública la repesca del jugador per a la temporada 2010-11. La seva arribada a l'Atlètic de Madrid no va poder començar millor, ja que el 27 d'agost de 2010 va aconseguir el seu primer títol en imposar-se a la Supercopa d'Europa l'Inter de Milà, campió de la Champions League, per dos gols a zero, partit en el qual Costa va ser suplent.
La pretemporada següent, durant la qual s'havia de decidir si continuaria a l'Atlètic de Madrid a la temporada 2011/12 es va trencar el lligament encreuat i el menisc, i va haver d'estar de baixa durant sis mesos aproximadament. A causa d'aquesta lesió i a la seva condició d'extracomunitari, no va ser inscrit per la lliga la temporada 2011/12.

### Rayo Vallecano
El 23 de gener de 2012 es va anunciar oficialment la seva cessió fins a final de temporada el Rayo Vallecano de Madrid.
El 5 de febrer va debutar amb el seu nou club en el partit de lliga contra el Reial Saragossa. Va entrar al camp en minut 46 i en el 74 va marcar el seu primer gol amb la seva nova samarreta que va posar l'empat al marcador. Finalment el partit va concloure amb una victòria del Rayo per un a dos.

### Atlético de Madrid (segona etapa)
Un cop va finalitzar la seva cessió al Rayo Vallecano en la temporada 2012/13 va tornar a l'Atlètic de Madrid. El 31 d'agost de 2012 fou suplent en el partit que decidia la Supercopa d'Europa 2012, contra el Chelsea FC a Mònaco, i que l'Atlético de Madrid guanyà per 4 a 1.
El 17 de maig de 2013 va formar part de l'equip de l'Atlético de Madrid que va guanyar la final de la Copa del Rei contra el Reial Madrid. Va ser, a més, el màxim golejador de la competició. La temporada 2013-14, amb 25 anys, va completar la seva millor temporada amb l'Atlètic de Madrid, amb 27 gols en 34 partits de Lliga i 36 entre totes les competicions.

### Chelsea FC
El juliol de 2014 el Chelsea FC va anunciar el fitxatge de Diego Costa, pel qual va pagar els 38 milions d'euros de la clàusula de rescissió. Torna a Madrid per a jugar amb l'Atletico de Madrid

### Retorn a l'Atlético de Madrid
El 21 de setembre de 2017, el Chelsea va anunciar que Costa retornaria a l'Atlético al mercat d'hivern de gener de 2018. El 26 de setembre de 2017, es va anunciar que després d'haver passat les proves mèdiques Costa signava contracte amb l'Atlético. Va ser inscrit per jugar a partir de l'1 de gener de 2018, a causa de la prohibició de fitxar que pesava sobre l'Atlético. El 2 de gener ja fou convocat pel tècnic Diego Simeone, conjuntament amb el també nou fitxatge Vitolo per l'imminent partit de vuitens de final de Copa del Rei contra la UE Lleida.

## Selecció espanyola
El 31 de maig de 2014 entrà a la llista de 23 seleccionats per Vicente del Bosque per participar en la Copa del Món de Futbol de 2014; aquesta serà la seva primera participació en un mundial. En cas que la selecció espanyola, la campiona del món del moment, guanyés novament el campionat, cada jugador cobraria una prima de 720.000 euros, la més alta de la història, 120.000 euros més que l'any anterior.

## Palmarès
Atlético de Madrid
- 1 Lliga Europa de la UEFA: 2017-18
- 3 Supercopes d'Europa: 2010,[2] 2012[3] i 2018[13]
- 1 Copa del Rei de futbol: 2013[4]
- 2 Lligues espanyoles: 2013-14, 2020-21

Chelsea FC
- 2 FA Premier League: 2014-15 i 2016-17
- 1 Copa de la Lliga: 2015

Atlético Mineiro
- 1 Série A: 2021
- 1 Copa brasilera: 2021